# 北原えれな
北原 えれな（きたはら えれな）は、日本のAV女優。ウェーブプロモーション所属。

## 出演作品
2011年
- すぺるまいれーじ 出席番号3番 北原えれな（NEXT GROUP、2011年11月20日）
- 素人初写デートびより。06（プレステージ、2011年12月1日）

2012年
- 中出し淫交02（ディープス、2012年1月1日）
- SUPER JUICY AWABI SEASON II 狂い泣く女子校生残酷哀歌 新体操軟体少女の悲劇 未開拓ボディ咽び哭くVol.10（ベイビーエンターテイメント、2012年2月4日）
- 女子アナHなハプニング大賞 2012撮れたて新作スペシャル（ROCKET、2012年1月19日）

## 参照
- 北原えれな (@ErenaKitahara) on Twitter